# Ludovick Bourgeois
Pour les articles homonymes, voir Bourgeois.
Ludovick Bourgeois, né le 5 janvier 1993 à Lorraine (Québec), est un auteur-compositeur et chanteur.

## Biographie
Fils du chanteur Patrick Bourgeois (du groupe Les BB) et de Josée Aumais, Ludovick Bourgeois naît en 1993 et grandit avec ses deux sœurs, Marie William et Pénélope. D'abord sportif, Ludovick se tourne vers la musique à la fin de son adolescence. En 2015, il monte sur scène avec son père aux FrancoFolies de Montréal. Spécifiquement, le chanteur pop-rock a débuté à l'âge de 17 ans la musique.
En 2017, Ludovick participe à la Saison 5 de La Voix et en termine vainqueur. Il gagne la saison avec 50 % des votes du publics avec son interprétation de "Si je commençais" écrite par son coach Éric Lapointe. La même année, il sort un premier album à son nom. Un deuxième album intitulé « 2 » est lancé le 12 février 2020.
Depuis la sortie de ses albums, Ludovick a plusieurs nominations à l'ADISQ, et ce, chaque année. Il a reçu neuf nominations depuis le début de sa carrière . En 2020, il a été, en autre, en nomination dans la catégorie interprète masculin et chanson de l'année avec son interprétation de Que sera ma vie, que l'on retrouve sur son deuxième album intitulé "2". Pour l'année 2021, il a été nommé dans la catégorie chanson de l'année pour Figé dans le temps, qui se trouve sur l'album "2", et dans la catégorie album de l'année pour Bedroom sessions. Ce dernier regroupe des titres de chansons connues dans les années 90.
Pendant la pandémie de la COVID-19, Ludovick a eu la chance de coanimer le podcast Apporte-moi ton C.V. avec son ami humoriste Christophe Dupéré. Ce projet, conçu par Christophe, a pour but d'inviter des artistes connus et de discuter de leur cheminement professionnel, commençant par leur scolarité, leur premier emploi et leur métier actuel. Ils ont, en autre, invité Marc Dupré, Jay Du Temple, Étienne Boulay et Phil Roy. Tous les podcasts se trouvent sur le site QUB radio.
Père, depuis octobre 2021, d'une fille prénommée Sam, Ludovick a créé une berceuse pour cette dernière sur son troisième album. La chanson s'intitule ''Pour elle''. Ludovick a continué de monter sur scène et d'être en studio pour son troisième album qui est sorti le 7 octobre 2022. Tout cela en supervisant la construction de sa première maison.
À l'automne 2022, Ludovick s'est rendu en finale de la deuxième saison de Chanteurs masqués alors qu'il se cachait sous le robot.